# Kalle Stropp, Grodan Boll och deras vänner
Kalle Stropp, Grodan Boll och deras vänner este un film de animație suedez din 1956

## Distribuție
- Erik Sjögren – Kalle Stropp
- Thor Zackrisson – Grodan Boll
- Sten Ardenstam – Plåt-Niklas
- Thore Segelström – Räven
- Tyyne Talvo Cramér – Papegojan
- John Starck	 – bagaren
- Ewert Ellman – Sot, sotis
- Stig Grybe – Tos, sotis
- Elsie Ståhlberg – Hönan och Gumman Kom ihåg
- Rutger Nygren – Gubben Glömsk
- Sten Mattsson – Kapten
- Thomas Funck – Sig själv och alla rösterna